# 越後広瀬駅
越後広瀬駅（えちごひろせえき）は、新潟県魚沼市並柳（なみやなぎ）にある、東日本旅客鉄道（JR東日本）只見線の駅である。

## 歴史
- 1942年（昭和17年）11月1日：只見線・小出 - 大白川間開業の際に開設[1][2]。
- 1976年（昭和51年）9月10日：貨物の取り扱いを廃止[2]。
- 1977年（昭和52年）7月20日：業務委託駅となる[3]。
- 1984年（昭和59年）2月1日：荷物の扱いを廃止[2]。
- 1985年（昭和60年）3月14日：無人化[4]。
- 1987年（昭和62年）4月1日：国鉄分割民営化により、JR東日本の駅となる[5]。

## 駅構造
単式ホーム1面1線を有する地上駅である。かつては島式ホーム1面2線を有していたが、既に交換設備は撤去されている。
越後湯沢駅管理の無人駅である。駅舎は線路の西側に位置しており、待合室の機能のみとなっている。また、駅前には駐輪場や公衆電話が設置されている。

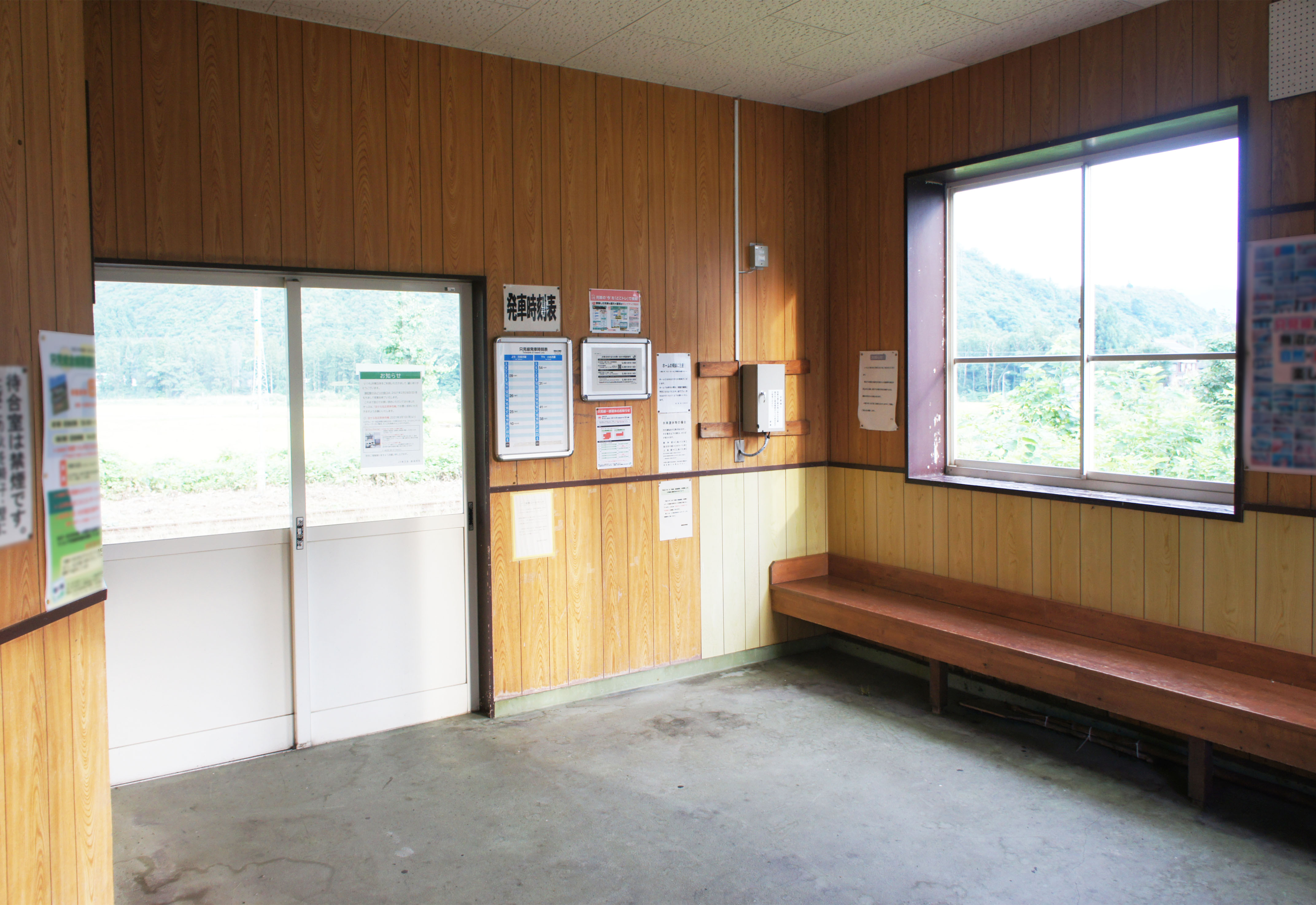
待合室（2021年9月）
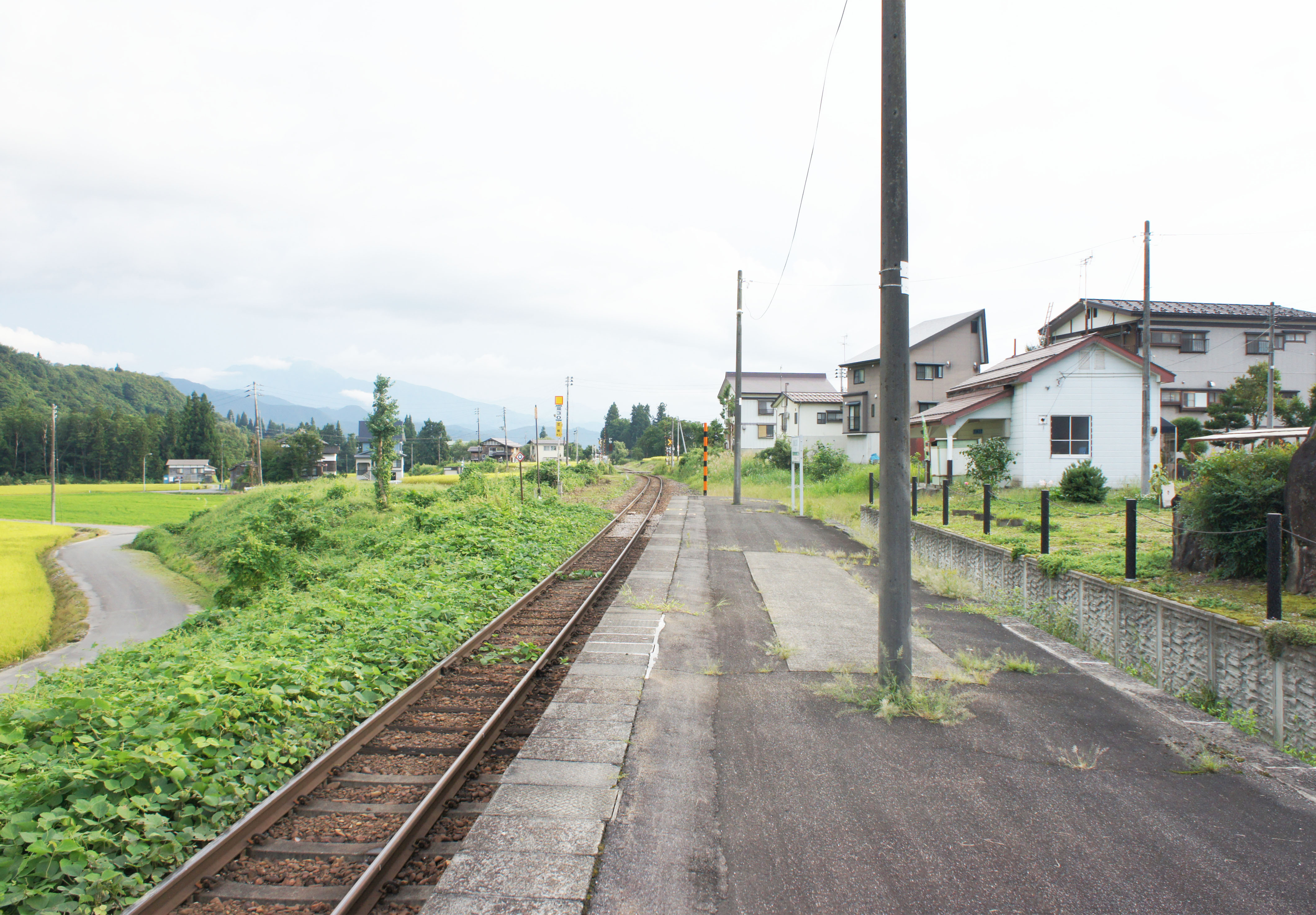
ホーム（2021年9月）

## 駅周辺
当駅前には民家のほか、スーパーマーケットが所在する。
- 広神郵便局
- 北魚沼農業協同組合 広瀬支店
- 国道252号
- 国道291号
- 国道352号

## バス路線
当駅から徒歩約2分の国道252号沿いの「広瀬駅角」バス停にて、越後交通グループの南越後観光バスによる路線バスが運行されている。
- UA 小出＝上条＝穴沢 線[6][7]
- UH 小出＝下倉＝東中＝広瀬駅角＝小平尾＝白椛 線[8]

## その他
- 1971年（昭和46年）には映画「男はつらいよ 奮闘篇」冒頭シーンのロケ地となった。

## 隣の駅
東日本旅客鉄道（JR東日本）
■只見線
魚沼田中駅 - 越後広瀬駅 - 藪神駅